# العلاقات القرغيزستانية الليبية
العلاقات القيرغيزستانية الليبية هي العلاقات الثنائية التي تجمع بين قيرغيزستان وليبيا.

## مقارنة بين البلدين
هذه مقارنة عامة ومرجعية للدولتين:
| وجه المقارنة                                              | قيرغيزستان                      | ليبيا                                       |
| --------------------------------------------------------- | ------------------------------- | ------------------------------------------- |
| المساحة (كم2)                                             | 199.95 ألف                      | 1.76 مليون                                  |
| عدد السكان (نسمة)                                         | 6.20 مليون                      | 6.37 مليون                                  |
| الكثافة السكانية (ن./كم²)                                 | 31.01                           | 3.62                                        |
| العاصمة                                                   | بيشكك                           | طرابلس                                      |
| اللغة الرسمية                                             | اللغة الروسية، اللغة القيرغيزية | اللغة العربية، اللغة العربية الفصحى الحديثة |
| العملة                                                    | سوم قيرغيزستاني                 | دينار ليبي                                  |
| الناتج المحلي الإجمالي (بليون دولار)                      | 7.56 مليار                      | 50.98 مليار                                 |
| الناتج المحلي الإجمالي (تعادل القوة الشرائية) بليون دولار | 20.45 مليار                     | 69.32 مليار                                 |
| الناتج المحلي الإجمالي الاسمي للفرد دولار أمريكي          | 1.10 ألف                        |                                             |
| الناتج المحلي الإجمالي للفرد دولار أمريكي                 |                                 | 15.60 ألف                                   |
| مؤشر التنمية البشرية                                      | 0.655                           | 0.724                                       |
| رمز المكالمات الدولي                                      | +996                            | +218                                        |
| رمز الإنترنت                                              | .kg                             | .ly                                         |
| المنطقة الزمنية                                           | ت ع م+06:00                     | ت ع م+02:00، توقيت شرق أوروبا               |

## منظمات دولية مشتركة
يشترك البلدان في عضوية مجموعة من المنظمات الدولية، منها:
| علم المنظمة | اسم المنظمة                        | تاريخ انضمام قيرغيزستان | تاريخ انضمام ليبيا |
| ----------- | ---------------------------------- | ----------------------- | ------------------ |
|             | مؤسسة التنمية الدولية              | 24 سبتمبر 1992          | 1 أغسطس 1961       |
|             | يونسكو                             | 2 يونيو 1992            | 27 يونيو 1953      |
|             | وكالة ضمان الاستثمار متعدد الأطراف | 21 سبتمبر 1993          | 5 أبريل 1993       |
|             | الأمم المتحدة                      | 2 مارس 1992             | 14 ديسمبر 1955     |
|             | الاتحاد البريدي العالمي            | ?                       | ?                  |
|             | البنك الدولي للإنشاء والتعمير      | 18 سبتمبر 1992          | 17 سبتمبر 1958     |
|             | منظمة التعاون الإسلامي             | ?                       | ?                  |
|             | منظمة حظر الأسلحة الكيميائية       | ?                       | ?                  |
|             | الاتحاد الدولي للاتصالات           | 20 يناير 1994           | 3 فبراير 1953      |
|             | مؤسسة التمويل الدولية              | 11 فبراير 1993          | 18 سبتمبر 1958     |
|             | منظمة الشرطة الجنائية الدولية      | ?                       | ?                  |

## وصلات خارجية
- موقع وزارة الخارجية القيرغيزستانية
- موقع وزارة الخارجية الليبية